# Крылов, Николай Викторович
Николай Викторович Крылов (6 апреля 1931, Самара — 28 апреля 2008, Самара) — советский футболист, защитник, игрок в хоккей с мячом, судья.

## Биография
Родился в Куйбышеве, жил по соседству со стадионом «Локомотив». С 1945 года выступал в первенстве города за юношеский «Локомотив» и юношескую сборную Куйбышева, которая в 1949-м выиграла Кубок РСФСР. В 1948 году после окончания школы поступил в Куйбышевский инженерно-строительный институт. Входил в футбольную студенческую команду облсовета «Наука» — предшественницу «Буревестника». В 1951—1952 годах играл нападающим за куйбышевский «Спартак» — клуб мастеров по русскому хоккею.
Судить начал в 1949 году. Арбитром высшего футбольного дивизиона стал в 24 года. В число лучших судей СССР впервые включен в 29 лет. Первый матч в зональном турнире первенства РСФСР провёл в 1951 году в Орске.
В 1953 году обслуживал матчи класса «Б». В 1954 году отсудил матчи дублёров «Крыльев Советов» с «Трудовыми резервами» (2:1) и московским «Локомотивом» (2:0).
Дебютировал в классе «А» в 24 года 19 июня 1955 года в матче «Зенит» Ленинград — «Локомотив» Москва (1:1). Крылов засчитал «тяжелый» мяч в ворота хозяев поля. Вратарь «Зенита» Денисов поймал мяч после мощного удара Виталия Артемьева, но чуть-чуть переступил с ним за линию ворот. Судья находился поблизости и всё прекрасно видел. Подбежал капитан ленинградцев Николай Самарин и стал доказывать, что гола не было. Но Крылов был принципиален и показал на центр. Просмотровая комиссия во главе с Николаем Латышевым поставила арбитру хорошую оценку.
14 мая 1957 года судил матч на стадионе имени Кирова в Ленинграде «Зенит» «Торпедо» (1:5), когда произошёл Ленинградский футбольный бунт.
7 сентября 1966 года работал лайнсменом на матче Кубка обладателей кубков в Стамбуле, где встречались «Галатасарай» и «Рапид» (3:5).
С 1972 года работал в «Главсредневолжскстрой» — сначала руководителем управления, позже заместителем начальника главка. Строил набережную, Дворец культуры имени Кирова, Волжский Утёс (санаторий) и другие объекты.
семья
- Крылов, Дмитрий Викторович — брат

## Достижения
- арбитр международной категории ФИФА по футболу
- судья всесоюзной категории по футболу (31.03.1958) и хоккею с мячом
- пять раз (1960, 1965, 1966, 1967, 1974) входил в десятку лучших судей СССР
- обладатель Кубка РСФСР по футболу (1949)

## Судейская статистика
| Год   | Итого   | Итого    | Высшая лига СССР | Высшая лига СССР | Международные | Международные | Кубок СССР | Кубок СССР | Первая лига СССР | Первая лига СССР | Вторая лига СССР | Вторая лига СССР | Прочие  | Прочие   |
| Год   | Главный | Лайнсмен | Главный          | Лайнсмен         | Главный       | Лайнсмен      | Главный    | Лайнсмен   | Главный          | Лайнсмен         | Главный          | Лайнсмен         | Главный | Лайнсмен |
| ----- | ------- | -------- | ---------------- | ---------------- | ------------- | ------------- | ---------- | ---------- | ---------------- | ---------------- | ---------------- | ---------------- | ------- | -------- |
| 1953  | 1       | 3        | —                | 3                | —             | —             | 1          | —          | —                | —                | —                | —                | —       | —        |
| 1954  | 1       | 4        | —                | 4                | —             | —             | —          | —          | 1                | —                | —                | —                | —       | —        |
| 1955  | 2       | 1        | 2                | —                | —             | —             | —          | 1          | —                | —                | —                | —                | —       | —        |
| 1956  | 7       | —        | 5                | —                | —             | —             | —          | —          | 1                | —                | —                | —                | 1       | —        |
| 1957  | 9       | —        | 3                | —                | —             | —             | 5          | —          | 1                | —                | —                | —                | —       | —        |
| 1958  | 3       | —        | 3                | —                | —             | —             | —          | —          | —                | —                | —                | —                | —       | —        |
| 1959  | 8       | 1        | 4                | 1                | —             | —             | 1          | —          | 2                | —                | —                | —                | 1       | —        |
| 1960  | 10      | —        | 10               | —                | —             | —             | —          | —          | —                | —                | —                | —                | —       | —        |
| 1961  | 11      | —        | 8                | —                | —             | —             | 1          | —          | 2                | —                | —                | —                | —       | —        |
| 1962  | 12      | 1        | 8                | 1                | —             | —             | 1          | —          | 2                | —                | —                | —                | 1       | —        |
| 1963  | 4       | 1        | 3                | 1                | —             | —             | —          | —          | —                | —                | 1                | —                | —       | —        |
| 1964  | 14      | 1        | 6                | —                | —             | —             | 2          | —          | 3                | 1                | 3                | —                | —       | —        |
| 1965  | 15      | —        | 10               | —                | —             | —             | 3          | —          | 2                | —                | —                | —                | —       | —        |
| 1966  | 16      | 1        | 13               | —                | —             | 1             | 1          | —          | 1                | —                | —                | —                | 1       | —        |
| 1967  | 18      | 2        | 16               | 2                | —             | —             | —          | —          | —                | —                | 2                | —                | —       | —        |
| 1968  | 8       | 3        | 6                | 1                | —             | 2             | 1          | —          | —                | —                | —                | —                | 1       | —        |
| 1970  | 7       | 2        | —                | —                | —             | —             | —          | —          | 5                | 2                | 1                | —                | 1       | —        |
| 1971  | 14      | 2        | —                | 1                | —             | —             | —          | 1          | 14               | —                | —                | —                | —       | —        |
| 1972  | 14      | 2        | 7                | 1                | —             | —             | —          | 1          | 7                | —                | —                | —                | —       | —        |
| 1973  | 11      | —        | 6                | —                | —             | —             | 1          | —          | 4                | —                | —                | —                | —       | —        |
| 1974  | 13      | 4        | 10               | 3                | —             | —             | 2          | 1          | 1                | —                | —                | —                | —       | —        |
| 1975  | 8       | 2        | 5                | 2                | —             | —             | 3          | —          | —                | —                | —                | —                | —       | —        |
| ИТОГО | 206     | 30       | 125              | 20               | —             | 3             | 22         | 4          | 46               | 3                | 7                | —                | 6       | —        |